# HD 54563
HD 54563，又名BD+21 1528，SAO 79131、HR 2692，是一颗恒星，视星等为6.43，位于銀經195.71，銀緯13.46，其B1900.0坐标为赤經7h 4m 10.6s，赤緯+21° 13.46′ 16″。